# Amaktie Maasie
Amaktie Maasie (Paramaribo, 27 november 1982) is een Surinaams voormalig voetballer die speelde als aanvaller.

## Carrière
Maasie speelde van 2002 tot 2004 voor SV Leo Victor en won met hen de beker en werd gedeeld topschutter in 2002/03 samen met Gordon Kinsaini. In 2004 ging hij spelen voor SV Robinhood waarmee hij landskampioen werd en tweemaal de beker won. Hij maakte in 2007 de overstap naar Inter Moengotapoe, met hen won hij vijf landstitels en een landsbeker. Hij werd ook tweemaal topschutter in 2009/10 en 2010/11.
Hij speelde nooit voor de nationale ploeg maar speelde wel een interland voor het Surinaams Olympisch elftal in een kwalificatie wedstrijd voor de Olympische Spelen van 2004.

## Erelijst
- SVB-Eerste Divisie: 2004/05, 2007/08, 2009/10, 2010/11, 2012/13, 2013/14
- Surinaamse voetbalbeker: 2003, 2006, 2007, 2012
- Suriname President's Cup: 2003, 2007, 2010, 2011, 2012, 2013
- Topschutter SVB-Eerste Divisie: 2002/03, 2009/10, 2010/11